# Lexus IS
El Lexus IS es un automóvil de turismo de lujo del segmento D producido por el fabricante japonés Lexus desde el año 1998. Es un cinco plazas con motor delantero longitudinal y tracción trasera o a las cuatro ruedas. Algunos de sus rivales son el Acura TSX, el Alfa Romeo 156, el Audi A4, el BMW Serie 3, el Infiniti G, el Mercedes-Benz Clase C y el Saab 9-3.

## Primera generación (1998-2006)
El IS de primera generación fue estrenado en Japón en octubre de 1998 con el nombre Toyota Altezza. En Europa y Estados Unidos el Lexus IS se empezó a comercializar en 1999 y 2000 respectivamente. El IS fue fabricado con carrocerías tipo sedán de cuatro puertas y familiar de cinco puertas. Fue galardonado como Auto del año en Japón 1998-1999. Fue vendido en Japón con el nombre de Altezza por un precio de 39.000 usd dejándolo en el marco competitivo de Mercedes Benz clase C, BMW serie 3 y Audi A4.
Sus tres motores gasolina eran un seis cilindros en línea de 2.0 litros y 155 o 180 CV de potencia máxima, un cuatro cilindros en línea de 2.0 litros y 210 CV, y un seis cilindros en línea de 3.0 litros y 214 o 220 CV. También se comercializó durante 2004 y 2005 series del seis cilindros en línea de 2.0 litros con compresor (Fabricado por TTE, Toyota Team Europe) que desarrollaba 204 CV. 
El IS se hizo muy popular en competiciones de estilo drift, especialmente en Japón, creando un torrente de apasionados del modelo a lo largo de todo el mundo.
Tanto la carrocería sedán como la familiar (sportcross) tenían pilotos traseros transparentes. Este detalle de diseño fue imitado por fabricantes de accesorios (en particular para los entusiastas del tuning) y por fabricantes de automóviles como Nissan.

## Segunda generación (2005-2013)
El IS de segunda generación fue mostrado como prototipo en el Salón del Automóvil de Ginebra de julio de 2005 y puesto a la venta a fines de ese año, únicamente con carrocería sedán. En el Salón del Automóvil de París de 2008, se presentó una variante descapotable con techo rígido plegable denominada IS250C, que se comenzó a vender a mediados de 2009.
Los motores gasolina son todos de seis cilindros en V: un 2.5 litros de 204 CV ("IS 250"), un 3.0 litros de 228 CV ("IS 300"), y un 3.5 litros de 306 CV ("IS 350"). El único diésel es un cuatro cilindros en línea de 2.2 litros y 177 CV, con inyección directa common-rail, turbocompresor de geometría variable e intercooler. Tanto las cajas de cambios automáticas como las manuales son de seis marchas.
Una versión deportiva llamada "IS-F" fue presentada en el Salón del Automóvil de Nueva York de 2007. Posee un motor gasolina V8 de 5.0 litros de cilindrada con inyección directa de combustible y 423 CV de potencia máxima, y una caja de cambios automática de ocho relaciones.

### Galería

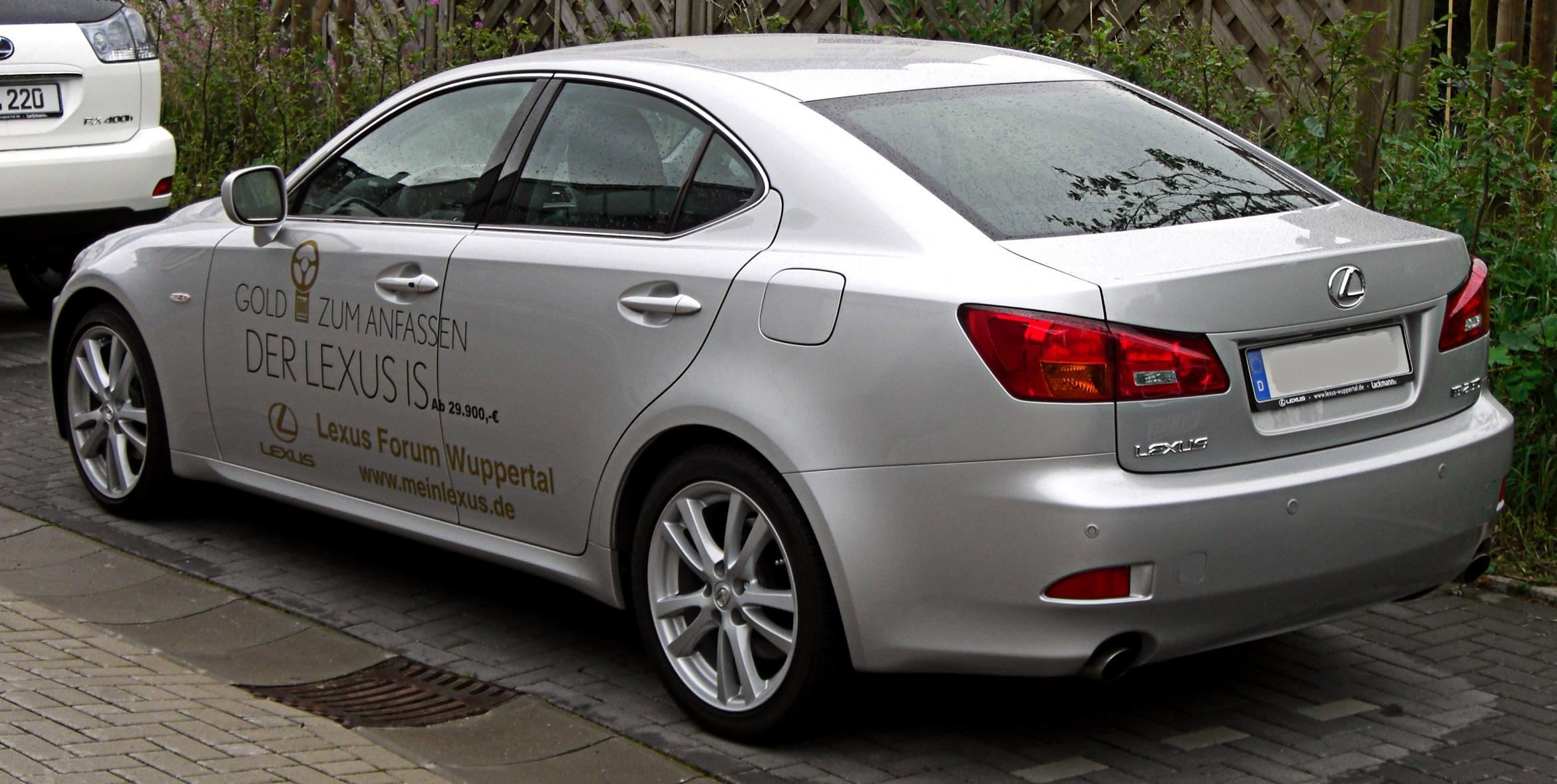
Lexus IS 250
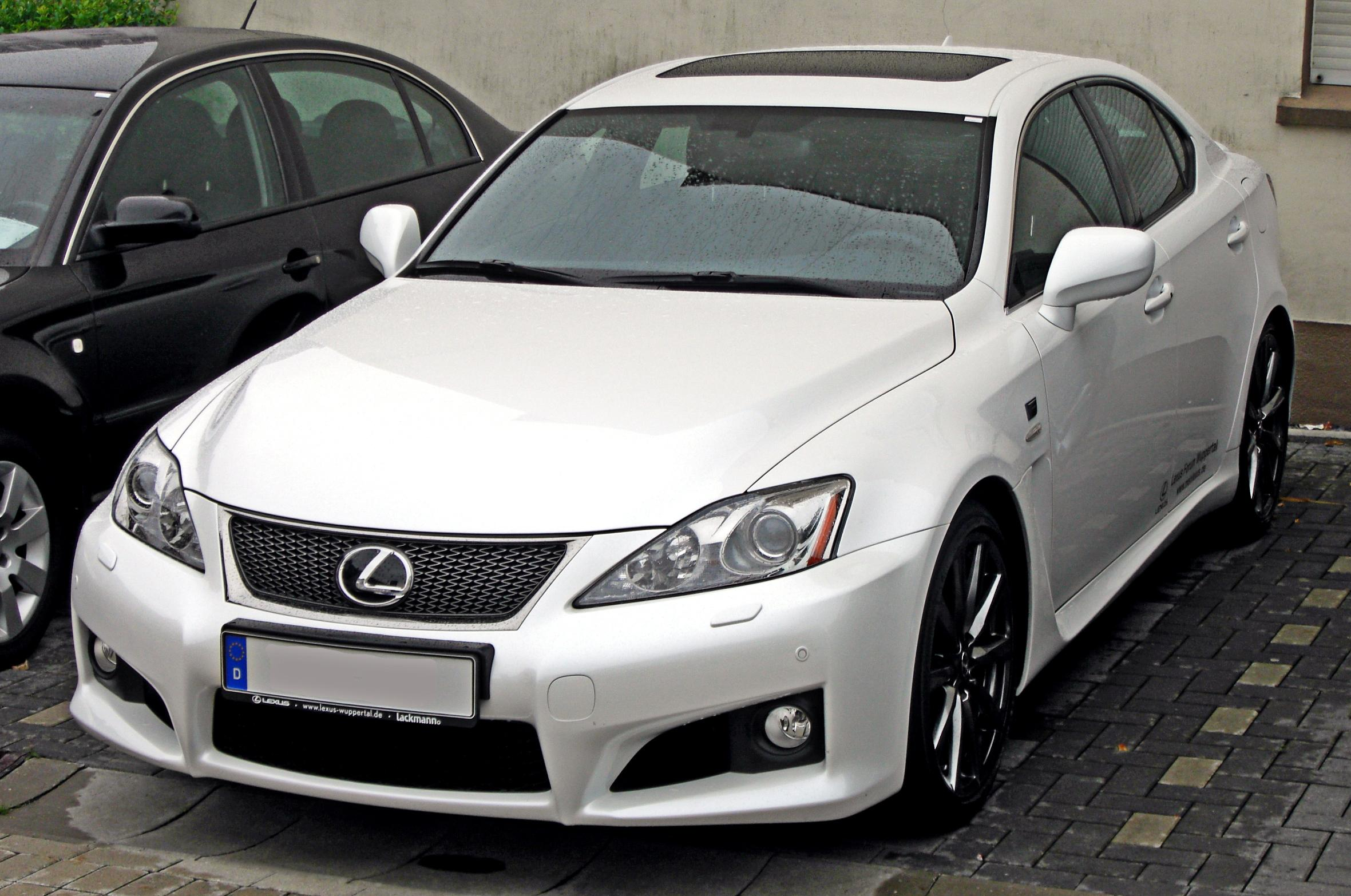
Lexus IS-F
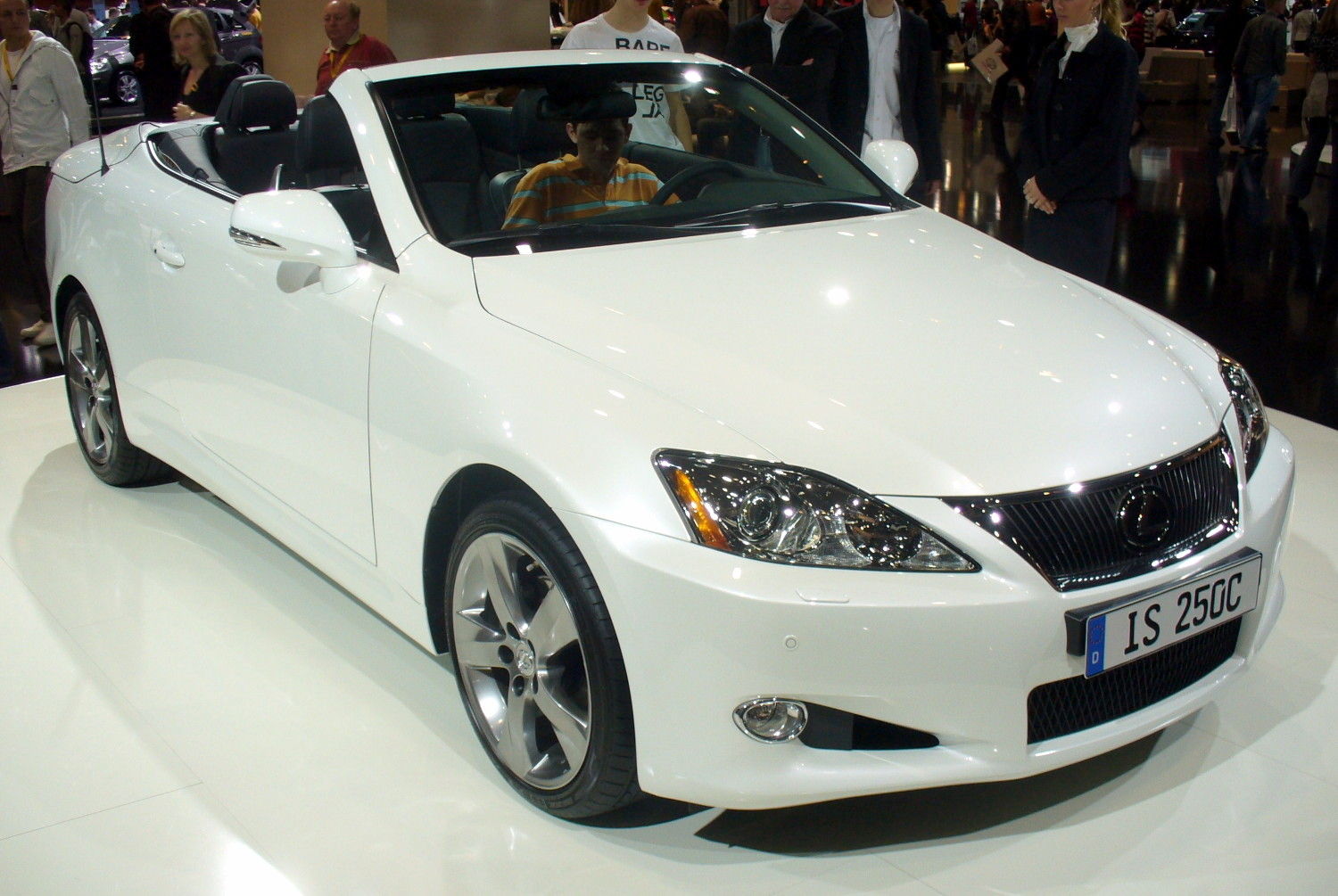
Lexus IS 250C

## Tercera generación (2013-actualidad)
Antes de lanzar la tercera generación del IS se presentaron varios coches conceptuales. El primero de ellos fue el LF-LC (2012), un cupé de tracción trasera, presentado en el Salón del automóvil de Detroit. Le siguió el LF-LC blue (2012), con modificaciones de tonos de carrocería y mecánica, presentado en el Salón del automóvil de Australia y en el de Los Ángeles. Finalmente, en el Salón del automóvil de París (2012) y Pekín (2013) se presentó el último de los automóviles conceptuales denominado LF-CC Concept.